# David Owen
David Anthony Llewellyn Owen, baron Owen (ur. 2 lipca 1938 w Plympton w hrabstwie Devon) – brytyjski polityk, początkowo członek Partii Pracy, następnie jeden z założycieli Partii Socjaldemokratycznej, a po jej zjednoczeniu z liberałami założyciel kolejnej Partii Socjaldemokratycznej. Minister spraw zagranicznych w rządzie Jamesa Callaghana.

## Wczesne lata życia
Wykształcenie odebrał w Mount House School w Tavistock oraz w Bradfield College w Berkshire. W 1956 r. rozpoczął studia w Sidney Sussex College na Uniwersytecie Cambridge na kierunku medycyna. W październiku 1959 r. rozpoczął praktykę w szpitalu św. Tomasza. W 1960 r. został członkiem Partii Pracy oraz Fabian Society. W 1962 r. ukończył studia i rozpoczął pracę w Royal Waterloot Hospital. W 1964 r. bez powodzenia startował w wyborach do Izby Gmin w okręgu Torrington.

## Partia Pracy
Do parlamentu dostał się dopiero w 1966 r., wygrywając wybory w okręgu Plymouth Sutton. Od 1974 r. reprezentował okręg wyborczy Plymouth Devonport. Od 1968 do 1970 r. był parlamentarnym podsekretarzem stanu ds. marynarki wojennej. W latach 1970–1972 był młodszym mówcą Opozycji ds. obrony. Zrezygnował z powodu sprzeciwu Partii Pracy wobec członkostwa Wielkiej Brytanii w EWG. Po powrocie laburzystów do władzy w 1974 r. został parlamentarnym podsekretarzem stanu w ministerstwie zdrowia. Kilka miesięcy później został ministrem stanu w tymże resorcie. We wrześniu 1976 r. został ministrem stanu w Foreign Office oraz członkiem Tajnej Rady. W 1977 r. po niespodziewanej śmierci Anthony’ego Croslanda został najmłodszym od czasów Anthony’ego Edena ministrem spraw zagranicznych.
Stojąc na czele Foreign Office Owen brał udział w przygotowaniu planu rozwiązania konfliktu w Rodezji i położył podwaliny pod Lancaster House Agreement, który podpisał jego następca lord Carrington. Popierał również niepodległościowe dążenia Namibii. Wydał książę Human Rights zajmującą się prawami człowieka w Afryce i ZSRR. Stanowisko ministra utracił po porażce laburzystów w wyborach 1979 r.

## Partia Socjaldemokratyczna
W kolejnych latach dominującą pozycję wewnątrz Partii Pracy zdobyło jej lewe skrzydło. W 1981 r. Owen wraz z trzema innymi politykami prawego skrzydła, Royem Jenkinsem, Billem Rodgersem i Shirley Williams, opuścił Partię Pracy i założył Partię Socjaldemokratyczną. SDP zawiązała następnie sojusz wyborczy z Partią Liberalną. Obie partie poszły wspólnie do wyborów w 1983 r. Mimo iż uzyskały 25% głosów wprowadziły do Izby Gmin tylko 23 deputowanych, z czego 6 było członkami SDP. Wśród nich był Owen. Po wyborach ze stanowiska lidera SDP zrezygnował Jenkins, a jego następcą został właśnie Owen.
Pod jego kierownictwem reprezentacja SDP w parlamencie wzrosła do 8 deputowanych, dzięki zwycięskim wyborom uzupełniającym. Dochodziło również do konfliktów ze współkoalicjantem, m.in. na tle stosunku do polityki gospodarczej rządu Margaret Thatcher i kwestii jednostronnego rozbrojenia nuklearnego. Po wyborach 1987 r., w których koalicja utraciła jeden mandat, lider liberałów David Steel zaproponował połączenie SDP i Partii Liberalnej. Poparli go Jenkins, Williams i Rodgers, ale spotkał się ze sprzeciwem Owena. Większość członków SDP poparła jednak pomysł fuzji i Owen zrezygnował ze stanowiska lidera partii. Połączenie SDP i Partii Liberalnej nastąpiło w 1988 r.
Owen wraz z trzema innymi deputowanymi SDP założył wówczas nową partię, również o nazwie Partia Socjaldemokratyczna. Jednak brak poparcia dla partii zmusił Owena do jej rozwiązania w 1990 r. Do końca kadencji (czyli do 1992 r.) zasiadał w ławach Izby Gmin jako deputowany niezależny. W 1992 r. został kreowany parem dożywotnim jako baron Owen i zasiadł w Izbie Lordów.

## Bośnia
W sierpniu 1992 r. został brytyjskim reprezentantem w Konferencji UE ds. Byłej Jugosławii. W 1993 r. był współautorem planu Vance’a-Owena (razem z byłym sekretarzem stanu USA Cyrusem Vance'em) mającego pokojowo zakończyć konflikt w byłej Jugosławii, który jednak został odrzucony przez Bośniaków. Niepowodzenia Owena w kwestiach bałkańskich spowodowały jego odwołanie przez Parlament Europejski w 1994 r. Za działalność na Bałkanach królowa Elżbieta II odznaczyła lorda Owena Orderem Kawalerów Honorowych.

## Życie prywatne
Owen jest obecnie kanclerzem uniwersytetu w Liverpoolu (od 1997 r.). Żonaty z Deborah Schabert (od 1968 r.), mają dwóch synów i córkę.

## Publikacje
- The Politics of Defence, Taplinger Pub. Co, 1972
- Human Rights, W.W. Norton & Company, 1978
- Face the Future, Greenwood Press, 1981
- Balkan Odyssey, Victor Gollancz, 1995
- Time to Declare, Michael Joseph, 1992
- Personally Speaking, Weidenfeld and Nicolson, 1987, razem z Kennethem Harrisem
- The Hubris Syndrome: Bush, Blair and the Intoxication of Power, Politico's, 2007